# Hacıqabul (raion)
Pour le chef-lieu, voir Hacıqabul.
Hacıqabul est l'une des 78 subdivisions de l'Azerbaïdjan. Sa capitale se nomme Qazıməmməd aussi nommé Hacıqabul City.

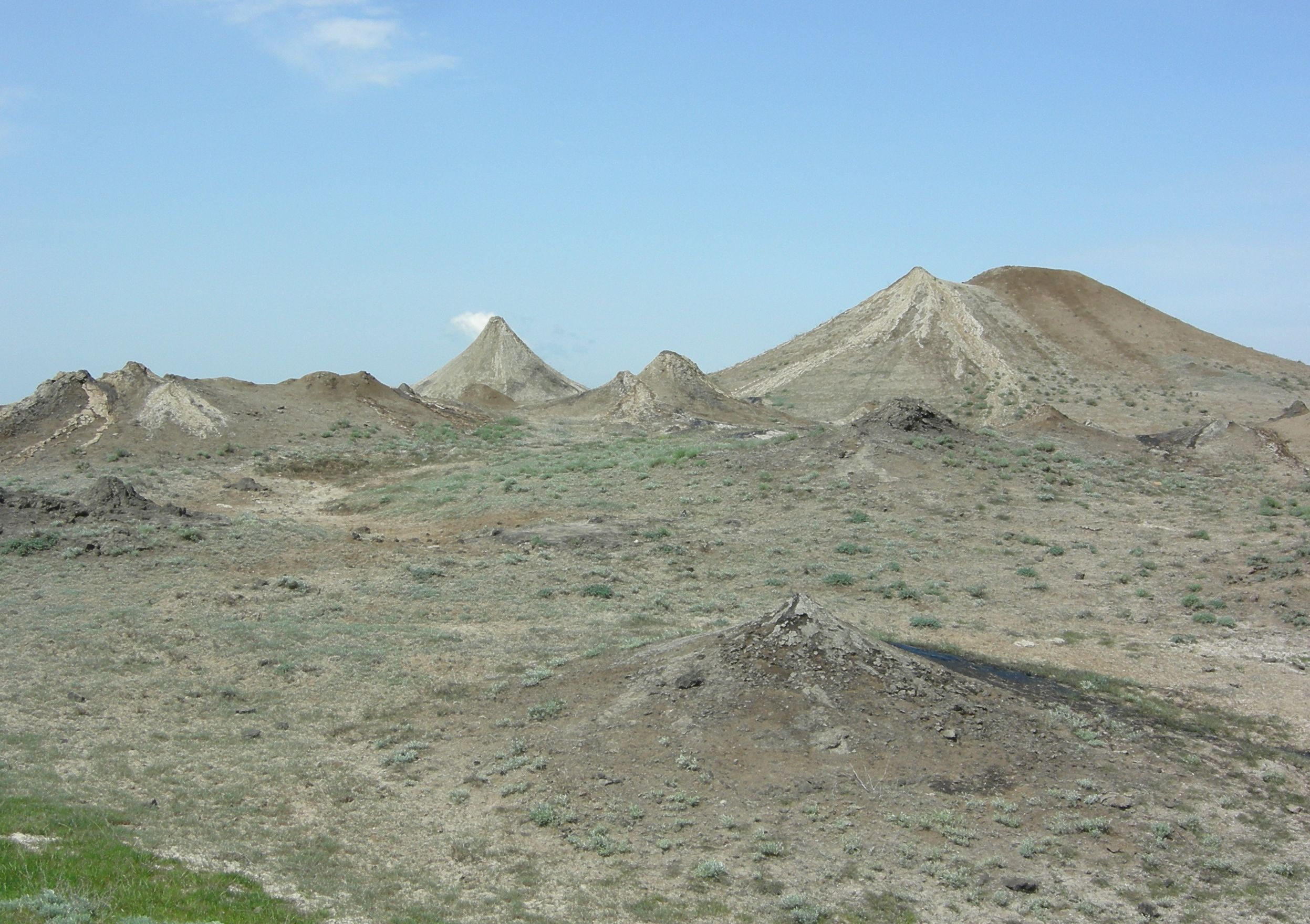
Volcans de boue Haciqabul